# ستيفن ديكاتور ميلر
ستيفن ديكاتور ميلر هو محامي وسياسي أمريكي، ولد في 8 مايو 1787 في Waxhaws ‏ في الولايات المتحدة، وتوفي في 8 مارس 1838 في ريموند في الولايات المتحدة. نشط حزبياً في Nullifier Party ‏.

## مناصب
- انتخب عضو مجلس الشيوخ الأمريكي [الإنجليزية]‏ عن دائرة South Carolina Class 3 senate seat ‏ وقد انضم خلال فترته النيابية [الإنجليزية]‏ (4 مارس 1831 – 4 مارس 1833) للكتلة البرلمانية Nullifier Party [الإنجليزية]‏.
- انتخب حاكم كارولينا الجنوبية [الإنجليزية]‏ (10 ديسمبر 1828 – 9 ديسمبر 1830).
- انتخب عضو مجلس ولاية كارولاينا الجنوبية ‏.
- انتخب عضو مجلس النواب الأمريكي [الإنجليزية]‏ عن دائرة South Carolina's 9th congressional district [الإنجليزية]‏ (2 يناير 1817 – 3 مارس 1819).
- انتخب عضو مجلس الشيوخ الأمريكي [الإنجليزية]‏ (4 مارس 1831 – 2 مارس 1833).